# Materiais ópticos não-lineares orgânicos
Materiais ópticos não-lineares orgânicos (NLO), devido a sua natureza de composição orgânica, são considerados genericamente como tendo relativamente fortes propriedades óptica não lineares devido a elétrons deslocados nos orbitais {\displaystyle \pi -\pi }*. Esta expectativa explica uma busca ampla por melhores materiais NLO entre cristais orgânicos.

## Maleato de L-arginine diidrato
Abreviado na literatura em inglês como LAMD, L-arginine maleate dihydrate.
L-Arginina é um dos aminoácidos essenciais amplamente distribuído em substâncias biológicas. Forma uma série de sais com ácidos orgânicos e inorgânicos mostrando propriedades ópticas não-lineares. Maleato de L-arginine diidrato (LAMD, C6H14N4O2,C4H4O4,2H2O) é um destes sais de L-arginina o qual é um complexo de aminoácido fortemente básico, ácido carboxílico e fornece informações úteis em relação à interação molecular nos sistemas biológicos atuais e aos auto-organismos prebióticos. É também u, material óptico não-linear com eficiência de geração de segundo harmônico (SHG, second harmonic generation) 1,68 vezes que a do fosfato monopotássico (KDP, potassium - K - dihydrogenphosphate). 
Cristais de LAMD crescem de solução por evaporação de solvente; eles pertencem ao grupo espacial triclínico P1.

## Maleato de L-metionina L-metioninium hidrogênio
Abreviado na literatura em inglês como LMMM, L-methionine L-methioninium hydrogen maleate) 
LMMM também pertence à família dos aminoácidos. Os cristais são cultivados por evaporação lenta de uma solução aquosa contendo L-metionina e ácido maleico, resultando em cristais de tamanho da escala de centímetro de um grupo espacial não-centrossimétrico. Foram aplicados para geração de segundo harmônico de um laser Nd:YAG (comprimento de onda 1064 nm), e eficiência SHG igual aquela do KDP tem sido obtida.